# Катастрофа трёх Су-27 под Камранью
Катастрофа трёх Су-27 под Камранью — авиационная катастрофа, произошедшая во вторник 12 декабря 1995 года, когда в 06:23 MSK при заходе на посадку в условиях плохой видимости три истребителя Су-27 пилотажной группы «Русские Витязи» врезались в гору в 25 километрах от авиабазы Камрань (Вьетнам).
Погибли четверо лётчиков: 32-летний гвардии подполковник Николай Алексеевич Гречанов, 38-летний гвардии полковник Борис Михайлович Григорьев, 34-летний гвардии подполковник Николай Викторович Кордюков и 35-летний гвардии подполковник Александр Викторович Сыровой.

## Катастрофа
На малайзийском острове Лангкави прошло авиашоу (международная выставка вооружений «Лима-95» — LIMA (Langkawi International Maritime and Aerospace Exhibition)), в котором приняла участие элитная пилотажная группа «Русские Витязи». Обратно они возвращались группой в составе транспортного самолёта Ил-76 (им пилотировал начальник 1338-го Испытательного центра 929-го Государственного лётно-испытательного центра Министерства обороны Российской Федерации Владимир Гребенников, ведущий группы) и пяти истребителей Су-27 (два из них — двухместные «спарки»). Два истребителя шли слева от Ил-76 на 2-3 метра выше; три — справа и настолько же ниже.
В приговоре военного суда от 13 марта 1998 года ситуация изложена следующим образом:
…ведомая Гребенниковым группа производила снижение в плотном полётном порядке самолётов в облаках с ограниченными условиями видимости в опасной близости с гористым рельефом местности. В 6 часов 22 минуты 30 секунд (по московскому времени) при выполнении четвёртого разворота на барометрической высоте 600 метров в кабине лётчиков самолёта Ил-76 сработала световая и звуковая сигнализация, предупреждающая об опасном сближении воздушного судна с рельефом местности «ССОС»… Гребенников не доложил руководителю полётов о происходящем на борту, необходимых действий по предотвращению уменьшения истинной высоты полёта не принял и команды ведомым о наборе высоты не подал. В результате… в течение 25 секунд при работе сигнализации «ССОС» истинная высота полёта самолёта Ил-76 уменьшилась до 32 метров, что при наличии правого крена в построении авиагруппы в 6 часов 22 мин. 55 сек. привело к столкновению двух крайних правых ведомых самолётов Су-27 (б/н 07 и 09, заводские номера, соответственно, 36911031615 и 36911031716), а в 6 часов 22 мин. 59 сек. самолёта Су-27 УБ (б/н 19, заводской номер 96310413040) со склоном горы (отметка 722 метров) на высоте 604 метра, находящейся на удалении 25,5 километров и азимуте 193 градуса от контрольной точки аэродрома.

## Виновные
Изначально обвиняемым считался руководитель полётов авиабазы Камрань подполковник Александр Арбузов. В дальнейшем обвинения с него были сняты.
Виновным в катастрофе был признан генерал-майор авиации Владимир Гребенников; он получил 6 лет лишения свободы и был освобождён по амнистии в зале суда.

## Память

Могила погибших лётчиков

Погибшие лётчики были похоронены на кладбище села Никольское рядом с авиагарнизоном Кубинка. На их могиле разместили мемориальную доску.
На месте катастрофы воздвигнут памятник.